# Gobioides
Genre
Gobioides est un genre de poissons de la famille des Gobiidae.

## Liste des espèces
Selon World Register of Marine Species (17 déc. 2015) et ITIS (17 déc. 2015) :
- Gobioides africanus Giltay, 1935
- Gobioides broussonnetii Lacepède, 1800—Gobie violet
- Gobioides grahamae Palmer and Wheeler, 1955
- Gobioides peruanus Steindachner, 1880
- Gobioides sagitta Günther, 1 862

## Au Zoo
L'Aquarium du palais de la Porte Dorée détient un petit groupe de Gobioides broussonnetii.(12/2014) Ils sont maintenus dans une grande cuve. Pas farouches et aisément observables lors de la promenade de l'Aquarium.

## Galerie

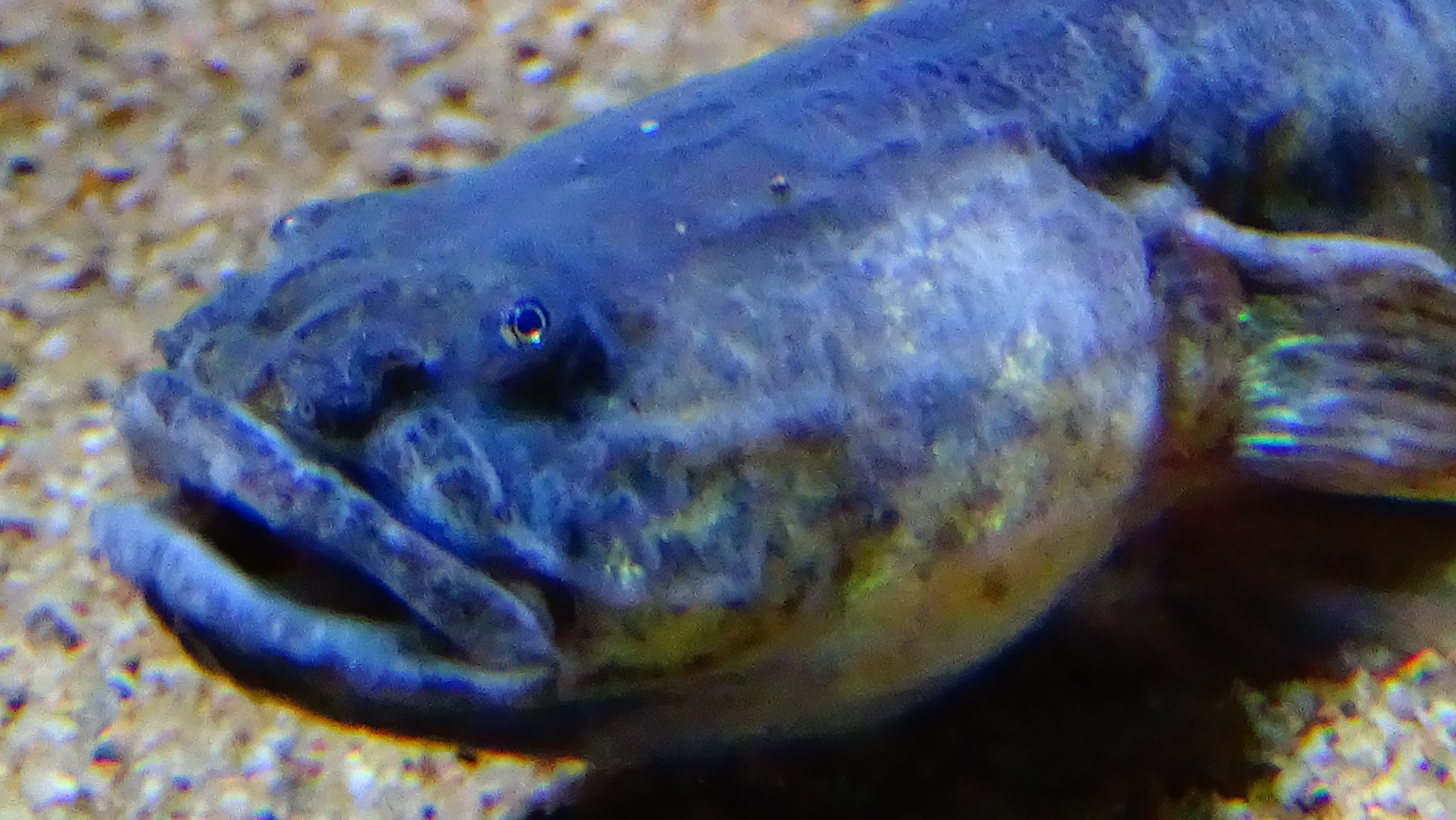
Gobioides broussonnetii
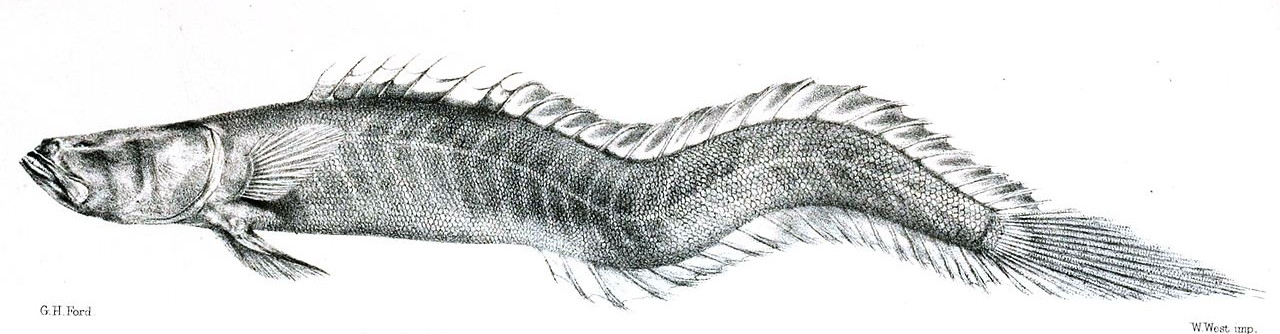
Gobioides sagitta